# Левенворт (Вашингтон)
Левенворт (англ. Leavenworth) — місто (англ. city) в США, в окрузі Шелан штату Вашингтон. Населення — 2263 особи (2020).

## Географія
Левенворт розташований за координатами 47°35′37″ пн. ш. 120°39′53″ зх. д. / 47.59361° пн. ш. 120.66472° зх. д. (47.593671, -120.664685).  За даними Бюро перепису населення США в 2010 році місто мало площу 3,22 км², з яких 3,18 км² — суходіл та 0,04 км² — водойми. В 2017 році площа становила 3,48 км², з яких 3,44 км² — суходіл та 0,04 км² — водойми.

### Клімат
| Клімат : Левенворт      | Клімат : Левенворт | Клімат : Левенворт | Клімат : Левенворт | Клімат : Левенворт | Клімат : Левенворт | Клімат : Левенворт | Клімат : Левенворт | Клімат : Левенворт | Клімат : Левенворт | Клімат : Левенворт | Клімат : Левенворт | Клімат : Левенворт | Клімат : Левенворт |
| Показник                | Січ.               | Лют.               | Бер.               | Квіт.              | Трав.              | Черв.              | Лип.               | Серп.              | Вер.               | Жовт.              | Лист.              | Груд.              | Рік                |
| Абсолютний максимум, °C | 17,8               | 18,3               | 26,1               | 33,3               | 38,3               | 40,6               | 43,3               | 42,2               | 40,0               | 32,8               | 23,3               | 15,6               | 43,3               |
| Середній максимум, °C   | 1,1                | 5,6                | 11,3               | 16,9               | 21,9               | 25,9               | 30,6               | 30,9               | 25,8               | 17,9               | 6,7                | 0,9                | 16,3               |
| Середній мінімум, °C    | −8,2               | −5,8               | −2,6               | 0,8                | 4,5                | 7,9                | 10,3               | 10,1               | 5,4                | 0,4                | −2,6               | −6,9               | 1,1                |
| Абсолютний мінімум, °C  | −32,8              | −31,7              | −21,1              | −7,2               | −4,4               | −0,6               | 1,1                | −1,1               | −7,2               | −11,7              | −23,3              | −37,8              | −37,8              |
| Норма опадів, мм        | 112                | 82                 | 53                 | 28                 | 22                 | 21                 | 10                 | 15                 | 19                 | 44                 | 108                | 123                | 637                |
| Днів з опадами          | 15,4               | 12,8               | 11,2               | 7,1                | 6,6                | 6,1                | 3,5                | 3,7                | 4,6                | 8,8                | 15,2               | 15,5               | 110,5              |
| Днів зі снігом          | 9,2                | 5,1                | 2,0                | 0,1                | 0,0                | 0,0                | 0,0                | 0,0                | 0,0                | 0,2                | 3,8                | 9,1                | 29,5               |
| ----------------------- | ------------------ | ------------------ | ------------------ | ------------------ | ------------------ | ------------------ | ------------------ | ------------------ | ------------------ | ------------------ | ------------------ | ------------------ | ------------------ |
| Джерело: NOAA           |                    |                    |                    |                    |                    |                    |                    |                    |                    |                    |                    |                    |                    |

## Демографія
Згідно з переписом 2010 року, у місті мешкало 1965 осіб у 908 домогосподарствах у складі 500 родин. Густота населення становила 610 осіб/км².  Було 1241 помешкання (385/км²).
Расовий склад населення:
| - 92,9 % — білих - 0,6 % — азіатів - 0,5 % — корінних американців - 0,4 % — чорних або афроамериканців - 0,2 % — вихідців з тихоокеанських островів - 3,9 % — осіб інших рас |

До двох чи більше рас належало 1,6 %. Частка іспаномовних становила 10,8 % від усіх жителів.
За віковим діапазоном населення розподілялося таким чином: 19,9 % — особи молодші 18 років, 60,2 % — особи у віці 18—64 років, 19,9 % — особи у віці 65 років та старші. Медіана віку мешканця становила 42,4 року. На 100 осіб жіночої статі у місті припадало 87,5 чоловіків;  на 100 жінок у віці від 18 років та старших — 87,7 чоловіків також старших 18 років.
Середній дохід на одне домашнє господарство  становив 57 934 долари США (медіана — 43 447), а середній дохід на одну сім'ю — 71 137 доларів (медіана — 58 917). За межею бідності перебувало 14,4 % осіб, у тому числі 19,8 % дітей у віці до 18 років та 6,0 % осіб у віці 65 років та старших.
Цивільне працевлаштоване населення становило 1002 особи. Основні галузі зайнятості: освіта, охорона здоров'я та соціальна допомога — 23,9 %, мистецтво, розваги та відпочинок — 20,5 %, роздрібна торгівля — 10,9 %, науковці, спеціалісти, менеджери — 6,4 %.